# یاکوب برون لارسن
یاکوب برون لارسن (دانمارکی: Jacob Bruun Larsen؛ زادهٔ ۱۹ سپتامبر ۱۹۹۸) بازیکن فوتبال اهل دانمارک است که در پست هافبک بازی می‌کند.
از باشگاه‌هایی که در آن بازی کرده‌است می‌توان به بروسیا دورتموند، اشتوتگارت و هوفنهایم اشاره کرد.

## عملکرد باشگاهی

### بروسیا دورتموند
در سال ۲۰۱۵، بروون لارسن از لینگبی به بروسیا دورتموند قرارداد پیوست.
در ۱۵ مارس ۲۰۱۷، بروسیا دورتموند تمدید قرارداد با این بازیکن را تا سال ۲۰۲۱ اعلام کرد.
در ۲۳ ژانویه ۲۰۱۸، برون لارسن در یک قرارداد قرضی برای نیم فصل به اشتوتگارت پیوست.
او اولین گل خود را برای بروسیا دورتموند و اولین گل خود در بوندس لیگا را در پیروزی ۷–۰ مقابل نورنبرگ در ۲۷ سپتامبر ۲۰۱۸ به ثمر رساند.

### هوفنهایم
در تاریخ ۳۱ ژانویه سال ۲۰۲۰، هوفنهایم از امضای قرارداد با برون لارسن در توافق‌نامه چهار و نیم ساله خبر داد.

### اندرلشت
او در نقل و انقالات زمستانی سال ۲۰۲۱ پس از دورانی نسبتاً موفق نسبت از  باشگاه فوتبال هوفنهایم  جدا شد و به باشگاه اندرلشت پیوست.

## عملکرد بین‌المللی
بروون لارسن به عنوان نماینده دانمارک در المپیک در ریودوژانیرو انتخاب شد.
او اولین بازی خود را برای تیم ملی فوتبال دانمارک در ۲۱ مارس ۲۰۱۹ به عنوان بازیکن ثابت در یک بازی دوستانه مقابل کوزوو انجام داد.

## افتخارات

### باشگاهی

#### بروسیا دورتموند
- سوپر جام فوتبال آلمان:۲۰۱۹